# Thượng Duy Thăng
Thượng Duy Thăng (chữ Hán: 尚维昇. ? – 1789), người Hán quân Tương Lam kỳ, nguyên quán Hồng Động, Sơn Tây, là tướng lĩnh nhà Thanh trong lịch sử Trung Quốc. Ông tử trận khi tham chiến tại Việt Nam trong trận Ngọc Hồi - Đống Đa.

## Tiểu sử
Duy Thăng là cháu 4 đời của Bình Nam vương Thượng Khả Hỷ, từ Quan học sanh được thụ Loan nghi vệ Chỉnh nghi úy, trải qua 5 lần thăng tiến, làm đến Quảng Tây Hữu Giang trấn Tổng binh.
Năm Càn Long thứ 53 (1788), Duy Thăng theo Lưỡng Quảng Tổng đốc Tôn Sĩ Nghị sang Việt Nam. Ngày tân mùi tháng 11 ÂL (10/12), Duy Thăng cùng Phó tướng Khánh Thành đem hơn ngàn quân đến sông Thọ Xương ; quân Tây Sơn ở bờ nam, quân Thanh bắc cầu nổi để sang, cầu đứt, bèn nhảy lên bè vượt sông; quân Tây Sơn trong sương mù đánh lẫn nhau, quân Thanh vượt sông thành công, đánh bại địch. Khi quân Thanh vượt sông Thị Cầu , Duy Thăng ngồi bè chiếm cầu, hăng hái đi trước, được ban Khổng tước linh. Khi vượt sông Phú Lương , cũng chém giết rất nhiều; sau đó theo Tôn Sĩ Nghị vào Thăng Long.
Đầu tháng giêng âm lịch năm 1789, quân Thanh đại bại trước quân Tây Sơn trong trận Ngọc Hồi - Đống Đa. Tôn Sĩ Nghị bỏ chạy, Duy Thăng cùng Hứa Thế Hanh, Trương Triều Long đoạn hậu, tử trận ở đồn Nam Đồng. Duy Thăng được đặt tên thụy là Trực Liệt.